# The Nightmare Before Christmas
The Nightmare Before Christmas är en amerikansk stop motion-animerad film från 1993, producerad och skriven av Tim Burton, regisserad av Henry Selick och distribuerad av Disneys filmbolag Touchstone Pictures. Filmen, som hade begränsad biopremiär i USA den 13 oktober 1993 och generell release i USA den 29 oktober samma år, fick amerikanskt nysläpp i en 3D-version den 20 oktober 2007, denna gång av Walt Disney Pictures. På Oscarsgalan 1994 nominerades filmen för Bästa specialeffekter men förlorade mot Jurassic Park.
År 2023 valdes filmen ut för att bevaras i National Film Registry av USA:s kongressbibliotek då den anses vara ”kulturellt, historiskt eller estetiskt betydelsefull”.

## Handling
Filmen utspelar sig i en fantasivärld där varje högtid har en egen stad. I Halloween Town härskar den odöde Pumpakungen Jack Skellington (Elfman/Sarandon), ett skräckinjagande benrangel som i hemlighet tröttnar mer och mer på Halloween för varje år som går. Till sist vandrar han dyster och uttråkad iväg planlöst och hamnar av en tillfällighet i Christmas Town. Han blir genast förtjust i stämningen och blir inspirerad av denna underliga stad. 
När Jack återvänder hem gör han en hel del experiment för att ta reda på vad julen egentligen är. När han funnit svaret, bestämmer han att Halloween Towns invånare ska ta hand om den kommande julen. De ondskefulla barnen Lock (Reubens), Shock (O'Hara) och Barrel (Elfman) får den viktigaste uppgiften - att föra jultomten till Halloween Town på "ledighet" över julen medan Jack tar över hans uppgifter.
Samtidigt oroar sig trasdockan Sally (O'Hara) över Jacks påhitt, och försöker övertyga honom om att låta bli. Som väntat blir Jacks idé inte särskilt lyckad bland människorna när julklapparna delas ut eftersom julklapparna består av avhuggna dockhuvuden och fladdermöss, och man skjuter ner Jack. Han förstår då att det inte var en så värst klok idé att försöka ta jultomtens plats, men att det samtidigt var en rolig erfarenhet som gett honom inspiration till nästkommande halloweenfirande.
Lock, Shock och Barrel har under tiden tagit jultomten till det spelberoende monstret Oogie Boogie, som genast förklarar att han älskar att höra tärningar slå, men att det är roligare att spela med liv. Då är frågan om Jack hinner tillbaka i tid för att rädda julen...

## Rollista i urval

### Originalröster
- Danny Elfman - Jack Skellington (sång)/Tunnan/Clownen
- Chris Sarandon - Jack Skellington
- Catherine O'Hara - Sally/Shock
- William Hickey - Doktor Finklestein
- Glenn Shadix - Borgmästaren i Halloween Town
- Paul Reubens - Lock
- Ken Page - Oogie Boogie
- Ed Ivory - Jultomten
- Debi Durst - Pojkliket/Mammaliket/Den lilla häxan
- Carmen Twillie - Undervattensflickan/Man under trappan
- Kerry Katz - Man under trappan/Vampyr/Pappaliket
- Greg Propps - Harlekindemonen/Djävulen/Saxofonisten
- Susan McBride - Den stora häxan/W.W.D
- Sherwood Ball - Morsan/Vampyr
- Randy Crenshaw - Mr. Hyde/Jättedjuret/Vampyr
- Glenn Walters - Varulven

## Musik i filmen i urval
- "This is Halloween" (det finns även versioner av Marilyn Manson och Panic! At the Disco)
- "Jack's lament" (det finns även en version av The All-American Rejects)
- "What's this" (det finns även versioner av Fall Out Boy och Flyleaf)
- "Jack's obsession"
- "Sally's song" (det finns även versioner av Amy Lee, Fiona Apple och Nina Hagen)
- "Kidnap the sandy Claws" (det finns även en version av KoRn)
- "Making Christmas" (det finns även en version av Rise Against)
- "The Oogie Boogie song" (det finns även en version med Rodrigo y Gabriela)
- "Poor Jack" (det finns även en version av Plain White T's)

Det finns en inspelning av albumet där kända artister har tolkat musiken, som heter "Nightmare Revisited".

### Fotnoter
1. ↑  ”The Nightmare Before Christmas”. Disneyania. 2 mars 1993. http://www.d-zine.se/filmer/nightmarebeforexmas.htm. Läst 20 augusti 2016.
2. ↑  ”Complete National Film Registry Listing” (på engelska). National Film Registry. Library of Congress. https://www.loc.gov/programs/national-film-preservation-board/film-registry/complete-national-film-registry-listing/. Läst 12 augusti 2024.